# أليكس كينجستون
اليكس كينجستون (بالإنجليزية: Alex Kingston) (و. 1963 – م) هي ممثلة من المملكة المتحدة .

## التعليم
تعلمت في الأكاديمية الملكية للفنون المسرحية، في تخصص تمثيل

## روابط خارجية
- أليكس كينجستون على موقع IMDb (الإنجليزية)
- أليكس كينجستون على موقع ألو سيني (الفرنسية)
- أليكس كينجستون على موقع ميوزك برينز (الإنجليزية)
- أليكس كينجستون على موقع أول موفي (الإنجليزية)
- أليكس كينجستون على موقع قاعدة بيانات الأفلام السويدية (السويدية)
- أليكس كينجستون على موقع إن إن دي بي (الإنجليزية)
- أليكس كينجستون على موقع ديسكوغز (الإنجليزية)
- أليكس كينجستون على موقع قاعدة بيانات الفيلم (الإنجليزية)
- أليكس كينجستون على موقع كينوبويسك (الروسية)